# Bladworth
Bladworth es un pueblo canadiense situado en la provincia de Saskatchewan.

## Superficie
Bladworth tiene una superficie de 0,87 km².

## Demografía
En 2021, tenía 71 habitantes, una densidad poblacional de 81,2 hab./km², y 36 viviendas.